# Leandro De Nardi
Leandro De Nardi (Genova, 18 ottobre 1948 – Bergeggi, 1º agosto 2000) è stato un arciere italiano.
De Nardi è stato uno dei primi arcieri a conseguire risultati di livello internazionale per la Federazione Italiana Tiro con L'arco.
Ha introdotto in Italia la tecnica detta "Power Archery".

## Le sue vittorie
- 1977 - Medaglia d'Argento Mondiali FITA Canberra (a squadre)
- 1977 - Medaglia di Bronzo Mondiali FITA Canberra
- 1973 - Titolo Italiano FITA